# Homarus
Homarus és un gènere crustacis decàpodes de la família Nephropidae. Inclou el llamàntol europeu (Homarus gammarus) i l'americà (Homarus americanus) El llamàntol del Cap se ha reassignat al gènere Homarinus.

## Taxonomia
S'han trobat 8 espècies fòssils, a partir del Cretaci, però només dues espècies sobreviuen que s'han especiat recentment, al Plistocè, durant les fluctuacions del clima.
- Homarus gammarus[6]
- Homarus americanus[7]

## Espècies fòssils

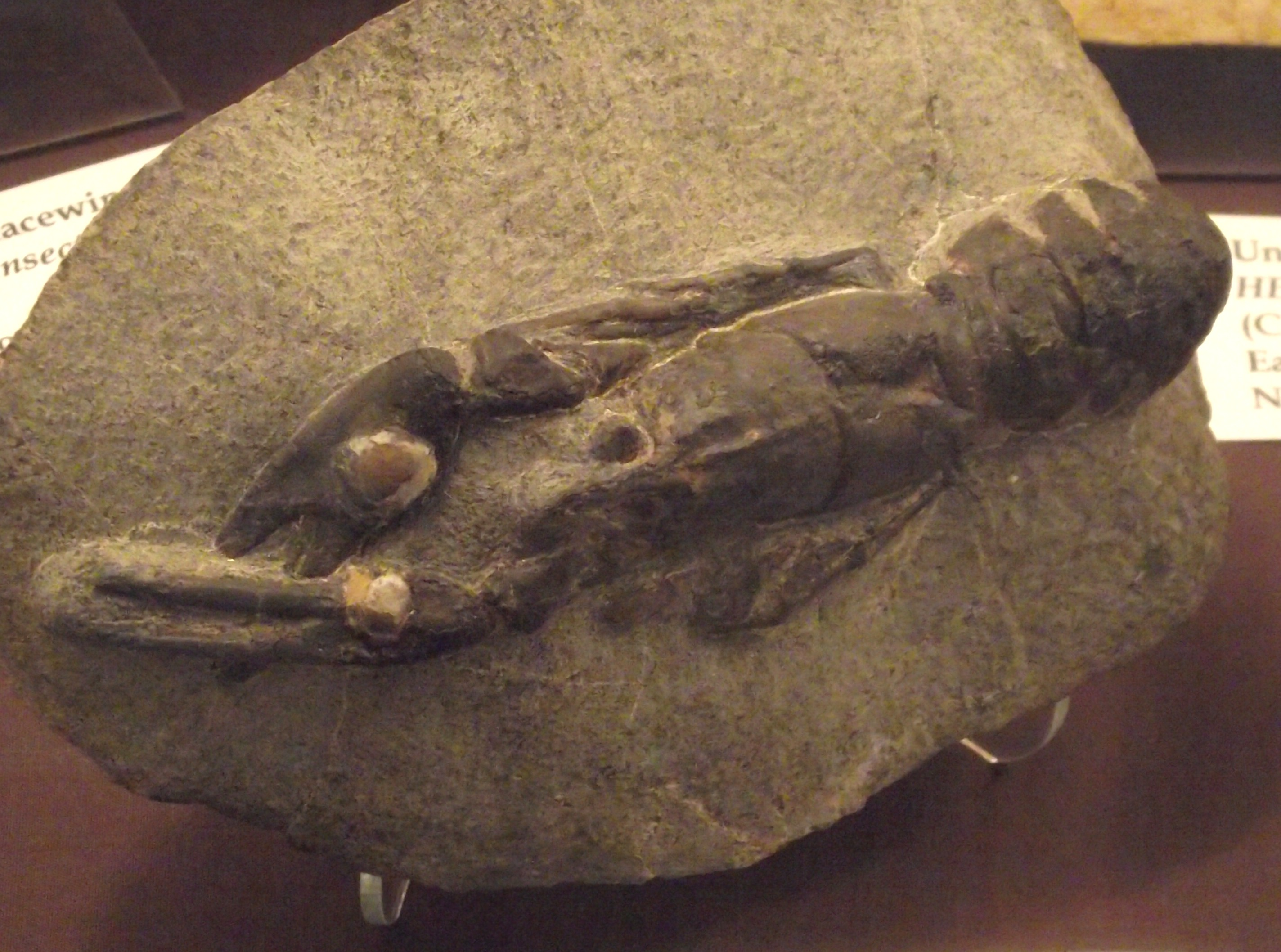
Fòssil dHoploparia bearpawensis.

La frontera entre Homarus i el gènere extint Hoploparia no estan clares. Vuit espècies han estat assignades a Homarus a partir del registre fòssil. Són:
- Homarus americanus H. Milne-Edwards, 1837 – Plistocè
- Homarus brittonestris Stenzel, 1945 – Turonià Inferior
- Homarus davisi Stenzel, 1945 – Turonià Inferior
- Homarus hakelensis (Fraas, 1878) – Cenomanià
- Homarus lehmanni Haas, 1889 – Rupelià
- Homarus mickelsoni (Bishop, 1985) – Campanià Inferior
- Homarus morrisi Quayle, 1987 – Eocè
- Homarus neptunianus Polkowsky, 2004 – Oligocè
- Homarus travisensis Stenzel, 1945 – middle Albià